# Galléros lajhár
A galléros lajhár (Bradypus torquatus) az emlősök (Mammalia) osztályának a vendégízületesek (Xenarthra) öregrendjébe és a szőrös vendégízületesek (Pilosa) rendjébe, ezen belül a lajhárok (Folivora) alrendjébe és a háromujjú lajhárfélék (Bradypodidae) családjába tartozó faj.

## Előfordulása
Brazília keleti partividékén él. Korábban lehet, hogy nagyobb területet foglalt el. 1000 méteres tengerszint fölötti magasságba is felhatol. Az erdőirtások még mindig veszélyeztetik ezt a fajt. Az állatnak három főbb állománya van; az északi állomány lehet, hogy külön alfajt képez. A galléros lajhárt még nem tanulmányozták eléggé, de az eddigi genetikai vizsgálatok szerint a három állomány nem keveredik egymással; valószínű az emberi behatolások miatt. Az állat egyedszáma évről évre csökken, de pontos számlálást még nem végeztek a körében.

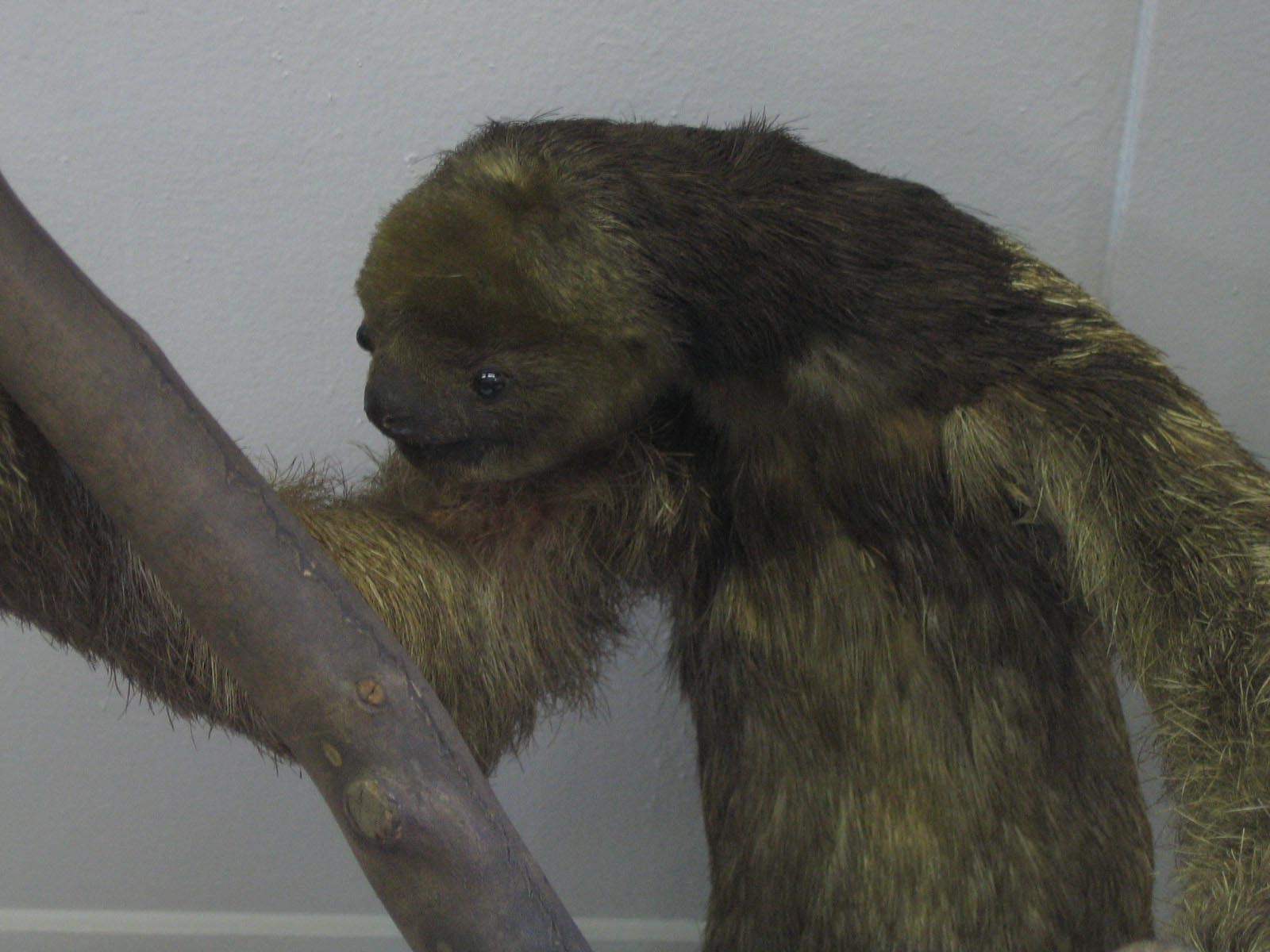
Egy kitömött példány feje közelről

## Megjelenése
Nyakát köröskörül szénfekete szalag övezi, mely még a váll egy részét is elfedi. Az állat kis fején apró szemek és fülek ülnek. Kicsi farka nem látszik ki a hosszú bundából. A galléros lajhár testhossza 50 centiméter, súlya legfeljebb 4,5 kilogramm. Az állat hosszú szálú bundájában algák élnek, melyekkel atkák, bogarak és kis lepkék táplálkoznak.

## Életmódja
A galléros lajhár legfőbb élőhelye az esőerdők. Az állat ültetett erdőkben is jól érzi magát. Egy példánynak nem kell nagy hely a megélhetéshez. Levelekkel táplálkozik. Hetente csak egyszer jön le a fákról; ekkor az ürítés céljából.

## Szaporodása
Nem ismert, hogy mikor éri el az ivarérettséget. A nőstény évente csak egy kölyköt ellik.